# Amphoe Noen Kham
Noen Kham (เนินขาม) est un district (amphoe) situé dans la province de Chainat, au centre de la Thaïlande.
Le district est divisé en 3 tambon et 48 muban. Il comprenait environ 17 000 habitants en 2008.